# Sretan put
Sretan put je naziv drugog studijskog albuma hrvatske pevačice  Mie Dimšić, izdatog 6. decembra 2019. godine. Na albumu se nalazi 10 pesama, među kojima su i singlovi "Ovaj grad", "Male stvari", "Cesta do sna", "Sva blaga ovog svijeta" (duet sa Markom Toljom) i "Pomiče se sat".